# Caixa de l'Obra
La Caixa de l'Obra, o del Camp de l'Obra, és un monument megalític, dolmen, del terme comunal de Tellet, a la comarca del Rosselló, de la Catalunya del Nord.
Està situada al límit dels termes comunals de Tellet i Calmella, en el Coll de la Caixa de l'Obra, a l'extrem nord del primer dels termes esmentats, i al sud del segon.